# Општина Бреза
Општина Бреза је општина у Федерацији БиХ, БиХ. Ова општина припада Зеничко-добојском кантону. Сједиште општине се налази у мјесту Брези.
Бреза је чувена по својим рудницима угља.

## Становништво
По посљедњем службеном попису становништва из 1991. године, Општина Бреза имала је 17.317 становника, распоређених у 28 насеља. Послије потписивања Дејтонског споразума општина Бреза је у цјелини ушла у састав Федерације Босне и Херцеговине.
| Националност       | 1991.           | 1981.           | 1971.           |
| Муслимани          | 13.079 (75,52%) | 11.419 (71,76%) | 10.659 (71,90%) |
| Срби               | 2.122 (12,25%)  | 2.041 (12,82%)  | 2.333 (15,73%)  |
| Хрвати             | 851 (4,91%)     | 1.089 (6,84%)   | 1.446 (9,75%)   |
| Југословени        | 1.001 (5,78%)   | 1.115 (7,00%)   | 225 (1,51%)     |
| остали и непознато | 264 (1,52%)     | 247 (1,55%)     | 161 (1,08%)     |
| Укупно             | 17.317          | 15.911          | 14.824          |

1. ↑  Муслимани се данас изјашњавају као Бошњаци.

На попису становништва 2013. године, општина Бреза је имала 14.168 становника, следећег националног састава:
| Национални састав према попису из 2013. године‍ | Национални састав према попису из 2013. године‍ | Национални састав према попису из 2013. године‍ | Национални састав према попису из 2013. године‍ | Национални састав према попису из 2013. године‍ |
| ---------------------------------------------- | ---------------------------------------------- | ---------------------------------------------- | ---------------------------------------------- | ---------------------------------------------- |
|                                                |                                                |                                                |                                                |                                                |
| Бошњаци                                        | Бошњаци                                        |                                                | 13.154                                         | 92,84%                                         |
| Хрвати                                         | Хрвати                                         |                                                | 314                                            | 2,21%                                          |
| Срби                                           | Срби                                           |                                                | 121                                            | 0,85%                                          |
| остали                                         | остали                                         |                                                | 579                                            | 4,08%                                          |
| укупно: 14.168                                 |                                                |                                                |                                                |                                                |